# Vourliótes
Vourliótes (Vourliotes) är en ort i Grekland.   Den ligger i prefekturen Nomós Sámou och regionen Nordegeiska öarna, i den östra delen av landet, 280 km öster om huvudstaden Aten. Vourliótes ligger 361 meter över havet och antalet invånare är 376. Den ligger på ön Samos.
Terrängen runt Vourliótes är varierad. Havet är nära Vourliótes åt nordost. Runt Vourliótes är det ganska tätbefolkat, med 52 invånare per kvadratkilometer. Närmaste större samhälle är Néon Karlovásion, 12,5 km väster om Vourliótes. I omgivningarna runt Vourliótes växer i huvudsak blandskog.